# Carl Mennicke
August Carl Mennicke (* 5. September 1887 in Elberfeld; † 15. November 1959 in Frankfurt am Main) war ein einflussreicher deutscher Sozialpädagoge und religiöser Sozialist.

## Frühe Jahre
Mennicke stammte aus einer reformierten religiösen kleinbürgerlichen Familie. Da die Familie keine höhere Schulbildung finanzieren konnte, wurde er mit vierzehn Jahren Büroangestellter. Daneben bildete er sich fort und holte das Abitur nach. Teilweise von der reformierten Kirche unterstützt studierte er Theologie in Bonn, Halle und Berlin. Er studierte ab 1912 mit einem Stipendium in Utrecht. Nach dem Abschluss des Studiums kehrte er nach 1914 nach Deutschland zurück, um eine Vikariatsstelle in Godesberg zu übernehmen. Im Ersten Weltkrieg war er zeitweise Soldat. Im Jahr 1917 wurde er Hilfsprediger in Holten im Ruhrgebiet und lernte dort die schlechten Lebensbedingungen der Arbeiter kennen.

## Weimarer Republik
Ein Jahr später schloss er sich der „Sozialen Arbeitsgemeinschaft Berlin-Ost“ an. Diese zielte einerseits auf die Förderung der Arbeiterbildung, andererseits versuchte sie das Zusammenleben von Studenten, akademisch Gebildeten und Arbeitern zu fördern.
Während der Novemberrevolution 1918/19 gehörte er neben Paul Tillich bereits zu den namhaften Teilnehmern eines Gesprächskreises Religiöser Sozialisten („Kairos-Kreis“).
Mennicke gehörte zeitweise der USPD und dann der SPD an. Er blieb aber einer der bedeutendsten religiösen Sozialisten. Er gehörte neben Eduard Heimann und anderen dem Tillich-Kreis an. Er schrieb unter anderem für die Neue Blätter für den Sozialismus – Zeitschrift für geistige und politische Gestaltung. 1921 bis 1923 fungierte Mennicke auch als intellektueller Mentor und Redakteur eines informellen unabhängig-sozialistischen Netzwerks mit der Zeitschrift Sozialistische Lebensgestaltung. Er trat 1927 aus der evangelischen Kirche aus und begann sich auch vom religiösen Sozialismus zu entfernen.
Mennicke war seit 1923 Gründer und Leiter des „Seminars für Jugendwohlfahrt“ an der Deutschen Hochschule für Politik in Berlin. War die Sozialpädagogik bisher fast ausschließlich ein Frauenberuf, war die Einrichtung von Mennickes die erste Ausbildungsstelle für Männer. Hintergrund der Gründung war das Reichsjugendgesetz von 1923. Die Schüler stammten meist aus dem Umfeld der Jugendbewegung. Im Jahr 1925 wurde die Einrichtung in „Wohlfahrtsschule“ umbenannt und bot einen den sozialen Frauenschulen vergleichbaren Bildungsgang für Männer an. Im Jahr 1927 wurde sie staatlich anerkannt. Der Lehrkörper bestand aus damals anerkannten Fachleuten. Mennicke leitete sowohl die Wohlfahrtsschule als auch die 1925 an dieser Hochschule parallel etablierte „Wirtschaftsschule“ zur viersemestrigen Ausbildung von Funktionären für Verwaltung, Genossenschaften und Gewerkschaften.
Seit 1925 war Mennicke Vorsitzender des Bundes Deutscher Sozialbeamter, des männlichen Gegenstücks zum weiblichen Deutschen Verband der Sozialbeamtinnen. Unter seiner Leitung schlossen sich beide Organisationen 1927 zur Vereinigung des Deutschen Verbandes der Sozialbeamtinnen und des Bundes Deutscher Sozialbeamten zusammen.
Mennicke wurde im Jahr 1930 auf Vorschlag von Paul Tillich Leiter des Berufspädagogischen Instituts Frankfurt am Main und zugleich Honorarprofessor am Pädagogischen Seminar der Universität Frankfurt, dessen Leitung er 1931 in einer Doppelfunktion übernahm. Sein Assistent war Hans Weil, der sich 1932 bei ihm und Tillich habilitierte.

## Zeit des Nationalsozialismus
Wegen seiner Zugehörigkeit zum Kreis der religiösen Sozialisten um Paul Tillich wurde Carl Mennicke 1933 nach dem Gesetz zur Wiederherstellung des Berufsbeamtentums entlassen. Sein Buch Der Sozialismus als Bewegung und Aufgabe steht auf der Liste der 1933 verbrannten Bücher und wurde 1933 während der Bücherverbrennung in Frankfurt verbrannt.
Mennicke emigrierte im Jahr 1934 in die Niederlande und wurde in Amersfoort Leiter der Internationalen Schule für Philosophie (International School voor Wijsbegeerte). Dies war eine einzigartige Einrichtung für Erwachsene, die auf hohem Niveau philosophisch orientierte Kurse anbot.
Er beschäftigte sich weiter intensiv mit sozialpädagogischen Fragen. Er veröffentlichte im Jahr 1937 einen Entwurf der Sozialpädagogik. Dieses Werk gilt teilweise als erste sozialtheoretische Grundlegung einer Sozialpädagogik.
Nach dem Einmarsch der deutschen Wehrmacht in den Niederlanden wurde er verhaftet. Mennicke kam zunächst in das Arbeitslager Wuhlheide. Nach einer schweren Erkrankung wurde er ins Konzentrationslager Sachsenhausen eingeliefert. Nach zwei Jahren Haft wurde er entlassen. Er blieb unter polizeilicher Arbeit und lebte als Metallarbeiter.

## Nachkriegszeit
Nach dem Krieg ging er zunächst nach Amersfoort zurück. Später ging er wieder nach Frankfurt, wo er bis 1952 als Honorarprofessor für Soziologie an der Universität lehrte.
Im Jahr 1958 erhielt er das Verdienstkreuz 1. Klasse der Bundesrepublik Deutschland. Kurz vor seinem Tod wurde er 1956 mit der Goetheplakette der Stadt Frankfurt ausgezeichnet.

## Schriften (Auswahl)
- Sozialpädagogik: Grundlagen, Formen und Mittel der Gemeinschaftserziehung. Hrsg. von Hildegard Feidel-Mertz. Weinheim 2001, ISBN 3-407-32022-1.
- Sozialpsychologie: die allgemeinen Grundlagen und deren Anwendung auf die gesellschaftlichen und politischen Erscheinungen, vor allem der gegenwärtigen Zeit. Hrsg. von Hildegard Feidel-Mertz. Weinheim 1999, ISBN 3-89271-811-3.
- Zeitgeschehen im Spiegel persönlichen Schicksals: ein Lebensbericht. Hrsg. von Hildegard Feidel-Mertz. Weinheim 1995, ISBN 3-89271-430-4.
- Sociale paedagogie: grondslagen, vormen en middelen der gemeenschapsopvoeding. Utrecht 1937.
- Der Mensch im All: eine Einführung in das Verständnis Rainer Maria Rilkes. Amsterdam 1937. Das Buch gehörte zu den im Nationalsozialismus verbotenen Publikationen.[11]
- Schicksal und Aufgabe der Frau in der Gegenwart. 2. Aufl. Potsdam 1932.
- Der Sozialismus als Bewegung und Aufgabe. Berlin 1926.